# Mae Marsh
Mae Marsh (născută Mary Wayne Marsh,  9 noiembrie 1894  – 13 februarie 1968) a fost o actriță americană de film, cu o cariera de peste 50 de ani.

## Biografie
Mae Marsh s-a născut ca Mary Wayne Marsh la Madrid, New Mexico pe 9 noiembrie 1894. Ea a fost unul dintre cei cinci copii ai lui Charles Marsh și ai Mariei Wayne Marsh. A studiat la Convent of the Sacred Heart School  din Hollywood, precum și  la școala publică.
O poveste des întâlnită despre copilăria lui Marsh este: "Tatăl ei, un auditor de cale ferată, a murit când avea patru ani. Familia sa s-a mutat în San Francisco, unde tatăl ei vitreg a fost ucis în marele cutremur din 1906. Stră-mătușa ei a luat-o apoi pe Mae și [pe sora ei mai mare] Marguerite ... în Los Angeles, în speranța că spectacolul ei - ar deschide ușile pentru locuri de muncă în diferite studiouri de film care au nevoie de figuranți „.:113  Cu toate acestea, tatăl ei, S . Charles Marsh, a fost un barman, nu un auditor de cale ferată, și el era în viață, cel puțin la sfârșitul lunii iunie 1900, când Marsh avea aproape șase ani. Inspector de câmpuri cu petrol, tatăl ei vitreg, William Hall, nu ar fi putut fi ucis în cutremurul din 1906, deoarece era în viață conform recensământului din 1910, când trăia împreună cu mama și surorile sale.
Marsh a lucrat în vânzări și s-a învârtit în jurul decorurilor și locațiilor de filmare, în timp ce sora ei mai mare a lucrat la un film, observând evoluția actoricească a surorii ei. A început ca figuație în diverse filme și a avut primul rol substanțial în filmul Ramona (1910) la vârsta de 15 ani.
"Mi-am marcat drumul în filme," și-a reamintit Marsh în IThe Silent Picture.  "Obișnuiam s-o urmez pe sora mea Marguerite în vechiul studio Biograph și apoi, într-o zi grozavă, domnul Griffith m-a observat, m-a pus într-un film și astfel am avut șansa mea. Îmi place munca mea și deși interese noi și foarte minunate au intrat în viața mea, încă o iubesc și nu m-am gândit să renunț la ea. " :114 :114

## Creșterea carierei

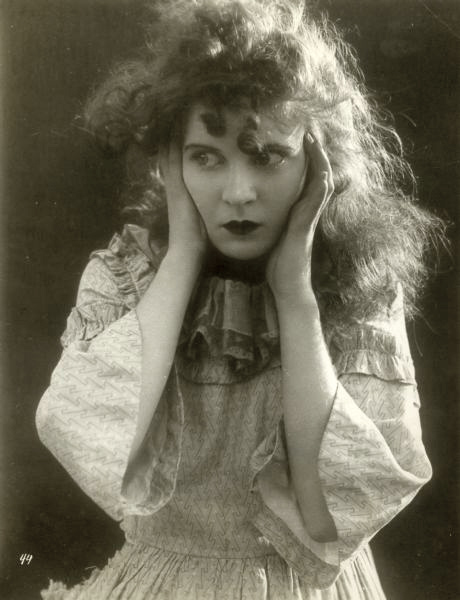
Mae Marsh în Nașterea unei națiuni, 1915.

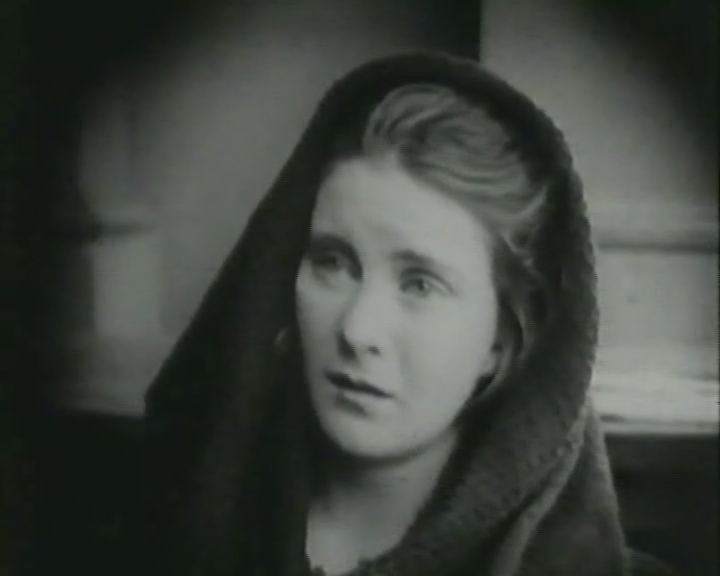
Mae Marsh în Intoleranță, 1916

Marsh a lucrat cu D.W. Griffith în roluri mici la Biograph când filmau în California și în New York. Marea ei șansă a apărut atunci când vedeta Mary Pickford a refuzat să joace rolul lui Lily-White în Man's Genesis, un rol în care trebuia să apară cu picioarele dezgolite și cu un costum din poaceae, ea fiind măritată în acel moment. Griffith a anunțat că, dacă Pickford nu va juca acea parte din Man's Genesis, nu va juca nici rolul titular din filmul său următor, "The Sands of Dee". Celelalte actrițe au stat în spatele lui Pickford, fiecare refuzând la rândul său să joace rolul, invocând aceeași obiecție.

## Filme vorbite
Marsh a revenit în cinematografie pentru a apărea în filme vorbite și a jucat un rol în remake-ul lui Henry King, Over the Hill (1931).  Marsh a apărut în numeroase filme populare, cum ar fi Rebecca of Sunnybrook Farm (1932) și Little Man, What Now? (1934). Ea a devenit, de asemenea, o favorită a regizorului John Ford, și astfel a apărut în The Grapes of Wrath (1940), Ce verde era valea mea (1941), 3 Nași (1948), Tunica (1953) și The Searchers (1956).
Marsh are o stea pe Hollywood Walk of Fame, aflată la adresa 1600 Vine Street.

## Viață personală
S-a căsătorit cu agentul de publicitate al lui Sam Goldwyn, Louis Lee Arms, în 1918; au avut trei copii împreună. Au fost căsătoriți până la moartea ei în 1968. Louis Lee Arms a murit în iunie 1989 la vârsta de 101 de ani. Sunt îngropați împreună în Secțiunea 5, la Cimitirul Pacific Crest, în Redondo Beach, California.

## Filmografie

### Filme mute
- Ramona (1910, scurtmetraj)
- Serious Sixteen (1910, scurtmetraj)
- Fighting Blood (1911, scurtmetraj)
- The Siren of Impulse (1912, scurtmetraj)
- A Voice from the Deep (1912, scurtmetraj) - On Beach (nemenționată)
- Just Like a Woman (1912, scurtmetraj) - In Club
- One Is Business, the Other Crime (1912, scurtmetraj)
- The Lesser Evil (1912, scurtmetraj) - The Young Woman's Companion
- The Old Actor (1912, scurtmetraj)
- When Kings Were the Law (1912, scurtmetraj) - At Court (nemenționată)
- A Beast at Bay (1912, scurtmetraj) - The Young Woman's Friend
- Home Folks (1912, scurtmetraj) - At Barn Dance
- A Temporary Truce (1912, scurtmetraj) - A Murdered Settler (nemenționată)
- Lena and the Geese (1912, scurtmetraj) - The 'Adopted' Daughter
- The Spirit Awakened (1912, scurtmetraj) - The Renegade Farmhand's Sweetheart
- The School Teacher and the Waif (1912, scurtmetraj) - Schoolgirl
- An Indian Summer (1912, scurtmetraj) - The Widow's Daughter
- Man’s Genesis (1912, scurtmetraj) - Lillywhite
- The Sands of Dee (1912, scurtmetraj) - Mary
- The Inner Circle (1912, scurtmetraj)
- The Kentucky Girl (1912, scurtmetraj) - Belle Hopkins - Bob's Sister
- The Parasite (1912, scurtmetraj) - Rose Fletcher
- Two Daughters of Eve (1912, scurtmetraj)
- For the Honor of the Seventh (1912, scurtmetraj) - The Girl in Town
- Brutality (1912, scurtmetraj) - The Young Woman
- The New York Hat (1912, scurtmetraj) - Second Gossip
- The Indian Uprising at Sante Fe (1912, scurtmetraj) - Juan
- Three Friends (1913, scurtmetraj) - The Wife's Friend
- The Telephone Girl and the Lady (1913, scurtmetraj) - The Telephone Girl
- An Adventure in the Autumn Woods (1913, scurtmetraj) - The Girl
- The Tender Hearted Boy (1913, scurtmetraj) - The Tender-Hearted Boy's Sweetheart
- Love in an Apartment Hotel (1913, scurtmetraj) - Angelina Millingford, a Maid
- Broken Ways (1913, scurtmetraj) - Minor Role (nemenționată)
- A Girl’s Stratagem (1913, scurtmetraj) - The Young Woman
- Near to Earth (1913, scurtmetraj) - One of Marie's Friends
- Fate (1913, scurtmetraj) - Mother, Loving Family
- The Perfidy of Mary (1913, scurtmetraj) - Mary
- The Little Tease (1913, scurtmetraj) - The Little Tease, - an Adult
- The Lady and the Mouse (1913, scurtmetraj) - Minor Role (nemenționată)
- If We Only Knew (1913, scurtmetraj)
- The Wanderer (1913, scurtmetraj) - The Other Parents' Daughter, - an Adult
- His Mother’s Son (1913, scurtmetraj) - The Daughter
- A Timely Interception (1913, scurtmetraj) - Minor Role (nemenționată)
- The Mothering Heart (1913, scurtmetraj) - Minor Role (nemenționată)
- Her Mother’s Oath (1913, scurtmetraj) - In Church
- The Reformers (1913, scurtmetraj) - The Daughter
- Two Men of the Desert (1913, scurtmetraj)
- Primitive Man (1913, scurtmetraj)
- For the Son of the House (1913, scurtmetraj) - The Young Woman
- Influence of the Unknown (1913, scurtmetraj) - The Young Woman
- The Battle at Elderbush Gulch (1913, scurtmetraj) - Sally Cameron
- Judith of Bethulia (1913) - Naomi
- Brute Force (1914, scurtmetraj) - Lillywhite
- The Great Leap; Until Death Do Us Part (1914) - Mary Gibbs
- Home, Sweet Home (1914) - Apple Pie Mary Smith
- The Escape (1914) - Jennie Joyce
- The Avenging Conscience (1914) - The Maid
- Moonshine Molly (1914, scurtmetraj) - Molly Boone
- The Birth of a Nation (1915) - Flora Cameron - The Pet Sister
- The Outcast (1915) - The Girl of the Slums
- The Outlaw's Revenge (1915) - The American lover
- The Victim (1915, scurtmetraj) - Mary Hastings, Frank's Wife
- Her Shattered Idol (1915) - Mae Carter
- Big Jim’s Heart (1915, scurtmetraj)
- Hoodoo Ann (1916) - Hoodoo Ann
- A Child of the Paris Streets (1916) - Julie / the Child-Wife
- A Child of the Streets (1916)
- The Wild Girl of the Sierras (1916) - The Wild Girl
- The Marriage of Molly-O (1916) - Molly-O
- Intolerance (1916) - The Dear One
- The Little Liar (1916) - Maggie
- The Wharf Rat (1916) - Carmen Wagner
- Polly of the Circus (1917) - Polly
- Sunshine Alley (1917) - Nell
- The Cinderella Man (1917) - Marjorie Caner
- Field of Honor (1918) - Marie Messereau
- The Beloved Traitor (1918) - Mary Garland
- The Face in the Dark (1918) - Jane Ridgeway
- All Woman (1918) - Susan Sweeney
- The Glorious Adventure (1918) - Carey Wethersbee
- Money Mad (1918) - Elsie Dean
- Hidden Fires (1918) - Peggy Murray / Louise Parke
- The Racing Strain (1918) - Lucille Cameron
- The Bondage of Barbara (1919) - Barbara Grey
- Spotlight Sadie (1919) - Sadie Sullivan
- The Mother and the Law (1919) - The Little Dear One
- The Little ’Fraid Lady (1919) - Cecilia Carne
- Nobody’s Kid (1921) - Mary Cary
- Till We Meet Again (1922) - Marion Bates
- Flames of Passion (1922) - Dorothy Hawke
- Paddy the Next Best Thing (1923) - Paddy
- The White Rose (1923) - Bessie 'Teazie' Williams
- Daddies (1924) - Ruth Atkins
- Arabella (1924) - Arabella
- Tides of Passion (1925) - Charity
- The Rat (1925) - Odile Etrange
- Racing Through (1928)

### Filme cu sunet
- Over the Hill (1931) - Ma Shelby
- Rebecca of Sunnybrook Farm (1932) - Aunt Jane
- That's My Boy (1932) - Mom Scott
- Alice in Wonderland (1933) - Sheep
- Little Man, What Now? (1934) - Wife of Karl Goebbler
- Bachelor of Arts (1934) - Mrs. Mary Barth
- Black Fury (1935) - Mrs. Mary Novak
- Hollywood Boulevard (1936) - Carlotta Blakeford
- Drums Along the Mohawk (1939) - Pioneer Woman (nemenționată)
- Heaven with a Barbed Wire Fence (1939) - Empire State Building Tourist (nemenționată)
- Swanee River (1939) - Mrs. Jonathan Fry (nemenționată)
- The Man Who Wouldn't Talk (1940) - Mrs. Stetson
- The Grapes of Wrath (1940) - Muley's Wife (nemenționată)
- Four Sons (1940) - Townswoman (nemenționată)
- Young People (1940) - Maria Liggett
- Tobacco Road (1941) - County Clerk's Assistant (nemenționată)
- The Cowboy and the Blonde (1941) - Office Worker (nemenționată)
- For Beauty's Sake (1941) - Night Manager (nemenționată)
- Belle Starr (1941) - Preacher's Wife (nemenționată)
- Great Guns (1941) - Aunt Martha
- Swamp Water (1941) - Mrs. McCord (nemenționată)
- How Green Was My Valley (1941) - Miner's Wife (nemenționată)
- Remember the Day (1941) - Teacher (nemenționată)
- Blue, White and Perfect (1942) - Mrs. Bertha Toby
- Son of Fury: The Story of Benjamin Blake (1942) - Mrs. Purdy (nemenționată)
- It Happened in Flatbush (1942) - Aunt Mae, Team Co-Owner (nemenționată)
- Tales of Manhattan (1942) - Molly (Robinson sequence)
- Just Off Broadway (1942) - Autograph Seeker (nemenționată)
- The Loves of Edgar Allan Poe (1942) - Mrs. Phillips (nemenționată)
- The Man in the Trunk (1942) - Mrs. Inge (nemenționată)
- Quiet Please, Murder (1942) - Miss Hartwig (nemenționată)
- The Meanest Man in the World (1943) - Old Lady (nemenționată)
- Dixie Dugan (1943) - Mrs. Sloan
- The Moon Is Down (1943) - Villager (nemenționată)
- Tonight We Raid Calais (1943) - French Townswoman (nemenționată)
- The Song of Bernadette (1943) - Madame Blanche - Townswoman (nemenționată)
- Jane Eyre (1943) - Leah (nemenționată)
- The Fighting Sullivans (1944) - Neighbor of Mrs. Griffin (nemenționată)
- Buffalo Bill (1944) - Arcade Customer (nemenționată)
- Sweet and Low-Down (1944) - Apartment House Tenant (nemenționată)
- In the Meantime, Darling (1944) - Emma (nemenționată)
- A Tree Grows in Brooklyn (1945) - Tynmore Sister (nemenționată)
- State Fair (1945) - Ring-Toss Spectator (nemenționată)
- The Dolly Sisters (1945) - Annie (nemenționată)
- Leave Her to Heaven (1945) - Fisherwoman (nemenționată)
- Johnny Comes Flying Home (1946) - Bus Passenger (nemenționată)
- Smoky (1946) - Woman Watching Parade (nemenționată)
- My Darling Clementine (1946) - Simpson's Sister (nemenționată)
- The Late George Apley (1947) - Dressmaker (nemenționată)
- Miracle on 34th Street (1947) - Woman in Santa Line (nemenționată)
- Thunder in the Valley (1947) - Flower Vendor (nemenționată)
- Mother Wore Tights (1947) - Resort Guest (nemenționată)
- Daisy Kenyon (1947) - Woman Leaving Apartment (nemenționată)
- Fort Apache (1948) - Mrs. Gates
- Green Grass of Wyoming (1948) - Race Spectator (nemenționată)
- Deep Waters (1948) - Molly Thatcher
- The Snake Pit (1948) - Tommy's Mother (nemenționată)
- 3 Godfathers (1948) - Mrs. Perley Sweet
- A Letter to Three Wives (1949) - Miss Jenkins (nemenționată)
- Impact (1949) - Mrs. King
- It Happens Every Spring (1949) - Greenleaf's Maid (nemenționată)
- The Fighting Kentuckian (1949) - Sister Hattie
- Everybody Does It (1949) - Higgins - the Borlands' Maid (nemenționată)
- When Willie Comes Marching Home (1950) - Mrs. Clara Fettles (nemenționată)
- The Gunfighter (1950) - Mrs. O'Brien (nemenționată)
- My Blue Heaven (1950) - Maid (nemenționată)
- The Jackpot (1950) - Mrs. Woodruff in Photo (nemenționată)
- The Model and the Marriage Broker (1951) - Talkative Patient (nemenționată)
- The Quiet Man (1952) - Father Paul's Mother (nemenționată)
- Night Without Sleep (1952) - Maid (nemenționată)
- The Sun Shines Bright (1953) - G.A.R. Woman at the Ball
- Titanic (1953) - Woman to Whom Norman Gave His Seat (nemenționată)
- Powder River (1953) - Townswoman (nemenționată)
- A Blueprint for Murder (1953) - Anna Swenson - Lynne's Housekeeper (nemenționată)
- The Robe (1953) - Jerusalem Woman Aiding Demetrius (nemenționată)
- A Star Is Born (1954) - Malibu Party Guest (nemenționată)
- Prince of Players (1955) - Witch in 'Macbeth' (nemenționată)
- The Tall Men (1955) - Emigrant (nemenționată)
- The Girl Rush (1955) - Casino Patron (nemenționată)
- Good Morning, Miss Dove (1955) - Woman in Bank (nemenționată)
- Hell on Frisco Bay (1955) - Mrs. Cobb - Steve's Landlady (nemenționată)
- While the City Sleeps (1956) - Mrs. Manners
- The Searchers (1956) - Dark Cloaked Woman at Fort Guarding Deranged Woman (nemenționată)
- Girls in Prison (1956) - 'Grandma' Edwards
- Julie (1956) - Hysterical Passenger
- The Wings of Eagles (1957) - Nurse Crumley (nemenționată)
- Cry Terror! (1958) - Woman in Elevator (replaced by Marjorie Bennett) (scenes deleted)
- The Last Hurrah (1958) - Mourner at Wake (nemenționată)
- Sergeant Rutledge (1960) - Mrs. Nellie Hackett (nemenționată)
- From the Terrace (1960) - Sandy's Governess (nemenționată)
- Two Rode Together (1961) - Hanna Clegg (nemenționată)
- Donovan's Reef (1963) - Family Council Member (nemenționată)
- Cheyenne Autumn (1964) - Femeie (nemenționată) (ultimul rol de film)